# روبرت س. غيلكريست
روبرت ستيوارت غيلكريست (بالإنجليزية: Robert Stuart Gilchrist)‏ (مواليد 1964) هو دبلوماسي أمريكي يشغل منصب سفير الولايات المتحدة لدى ليتوانيا منذ عام 2019. وهو موظف في الخدمة الخارجية برتبة مستشار وزير. تم تعيينه من قبل الرئيس الأمريكي دونالد ترامب وأكده مجلس الشيوخ الأمريكي في 20 ديسمبر 2019. كان غيلكريست خامس سفير مثلي يتم تعيينه في ظل إدارة ترامب.

## النشأة والتعليم
حصل غيلكريست على بكالوريوس الآداب من جامعة ويك فورست وعلى ماجستير الآداب من جامعة فرجينيا.

## المهنة
شغل غيلكريست منصب مدير مركز عمليات وزارة الخارجية الأمريكية، ونائب رئيس بعثة سفارة الولايات المتحدة في السويد، ونائب رئيس بعثة سفارة الولايات المتحدة في إستونيا، ومدير شؤون دول الشمال ودول البلطيق في مكتب الشؤون الأوروبية والأوراسية في وزارة الخارجية. وكان من بين مهامه السابقة نائب المستشار السياسي في السفارة الأمريكية في العراق ورئيس القسم السياسي في سفارة الولايات المتحدة في رومانيا، والمساعد الخاص في مكتب نائب وزير خارجية الولايات المتحدة.

### سفير الولايات المتحدة في ليتوانيا
أعلن الرئيس دونالد ترامب في 22 يوليو 2019 عن نيته ترشيح غيلكريست ليكون سفير الولايات المتحدة في ليتوانيا. تم إرسال ترشيحه إلى مجلس الشيوخ الأمريكي في 1 أغسطس 2019. كان العداء الروسي موضوعًا رئيسيًا خلال جلسات الاستماع الخاصة لقبول ترشيحه. تم تأكيد ترشيحه في 19 ديسمبر 2019 في مجلس الشيوخ عن طريق التصويت الصوتي. كان غيلكريست خامس سفير مثلي يتم تعيينه في ظل إدارة ترامب. قدم أوراق اعتماده إلى الرئيس الليتواني غيتاناس ناوسيدا في 4 فبراير 2020.

## الحياة الشخصية
يتحدث غيلكريست اللغة الإسبانية واللغة الفرنسية واللغة الإستونية واللغة الروسية واللغة الرومانية.